# روجر نوردين
روجر نوردين (بالسويدية: Roger Nordin)‏ هو مقدم تلفزيوني سويدي، ولد في 24 أبريل 1977 في يفله في السويد.